# Szyk (wieś)
Szyk – wieś w Polsce położona w województwie małopolskim, powiecie limanowskim, gminie Jodłownik.
W latach 1975–1998 miejscowość administracyjnie należała do województwa nowosądeckiego.

## Położenie
Wieś Szyk położona jest w dolinie rzeki Tarnawka, na granicy dwóch mezororegionów; Beskidu Wyspowego i Pogórza Wiśnickiego, na północ od góry Kostrza (730 m), a na południe od wzgórza Krzemionka (439 m). Zabudowania wsi zlokalizowane są głównie wzdłuż dwóch prawobrzeżnych dopływów Tarnawki.

## Części wsi
| SIMC    | Nazwa      | Rodzaj    |
| ------- | ---------- | --------- |
| 0430723 | Bazyńskie  | część wsi |
| 0430730 | Bucówka    | część wsi |
| 0430746 | Dolny Szyk | część wsi |
| 0430752 | Działy     | część wsi |
| 0430769 | Lipińskie  | część wsi |
| 0430775 | Podkostrze | część wsi |
| 0430781 | Sewiołówka | część wsi |
| 0430798 | Zimna Woda | część wsi |

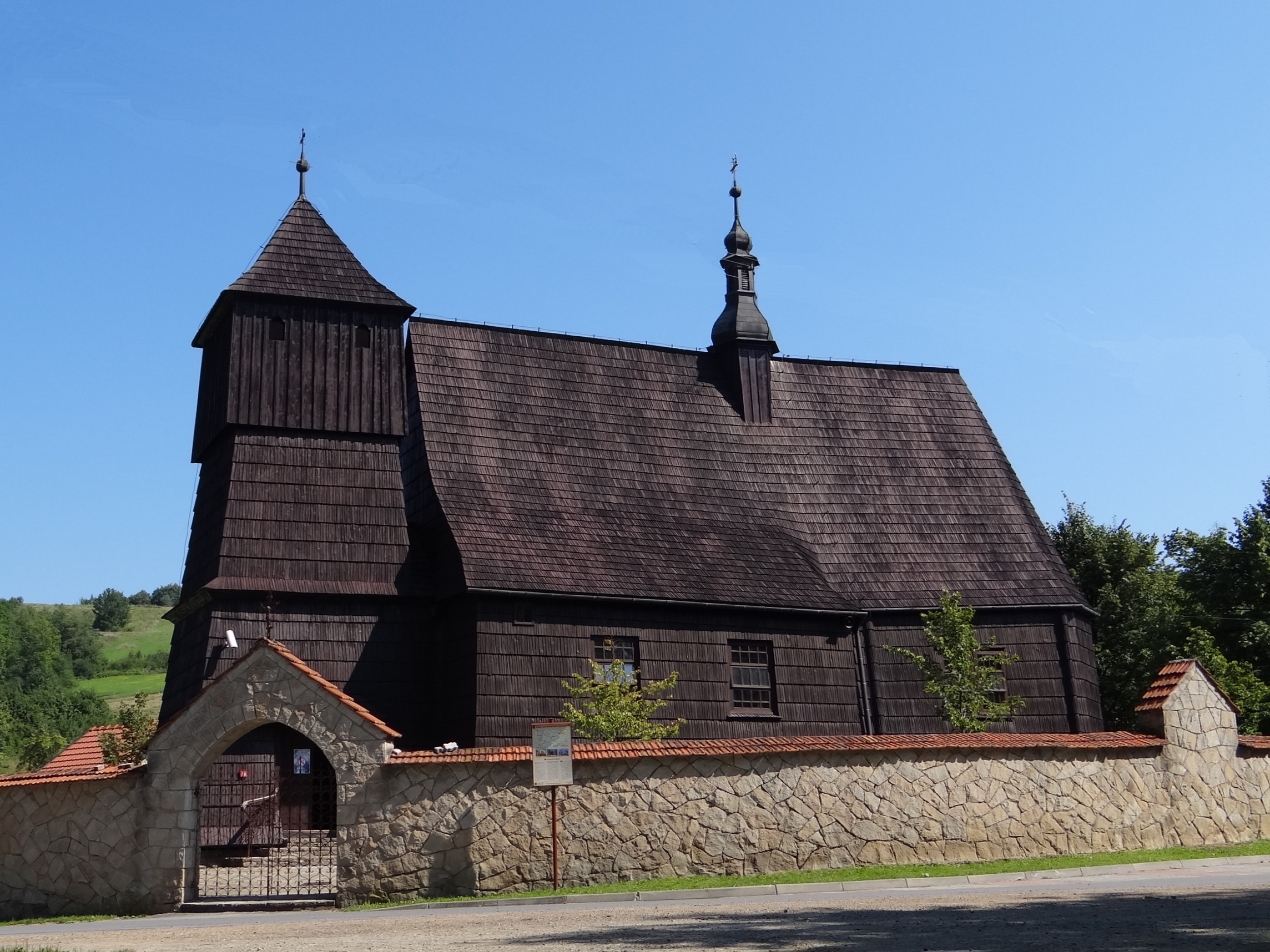
Zabytkowy kościół w Szyku
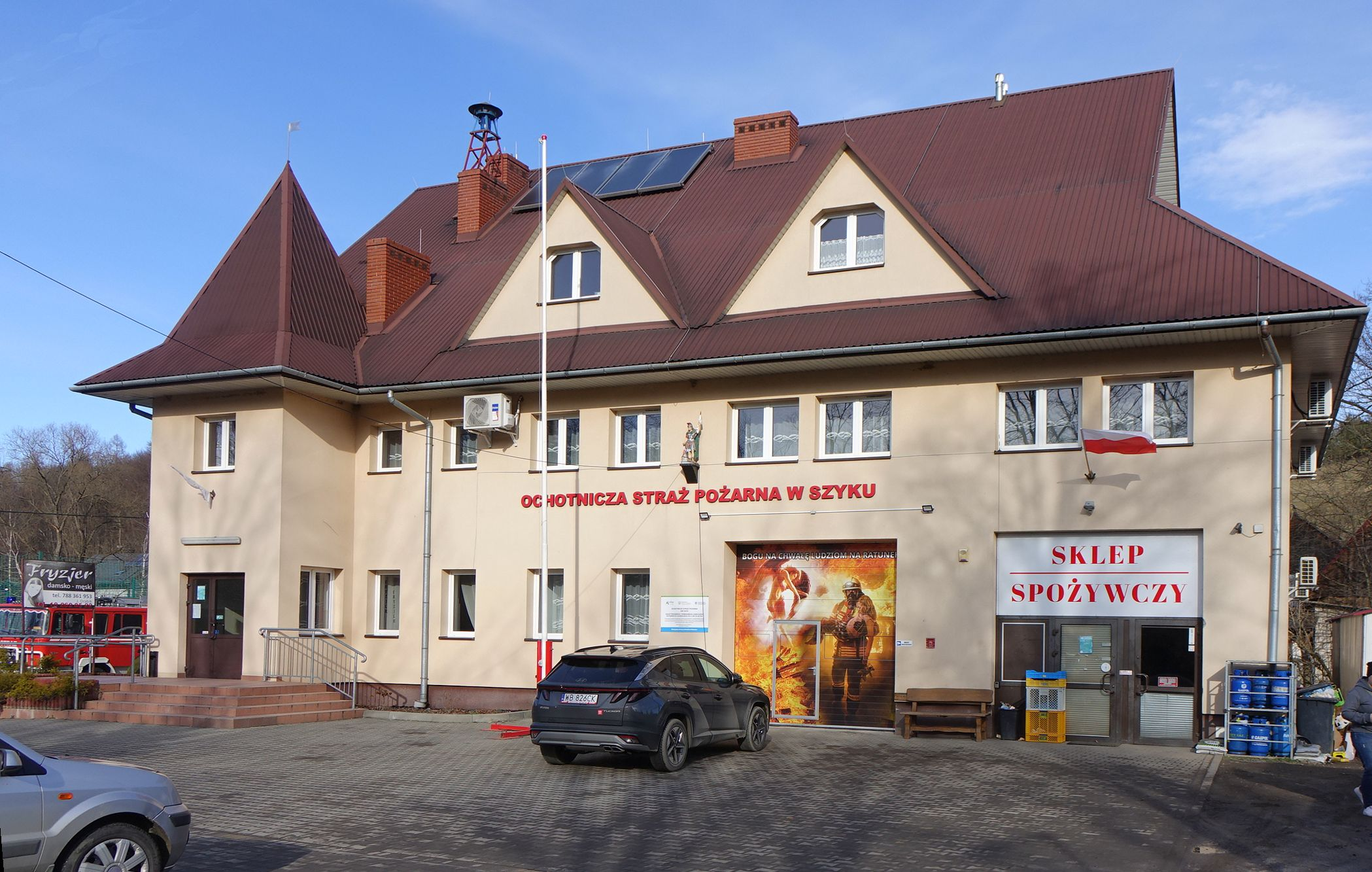
Remiza OSP
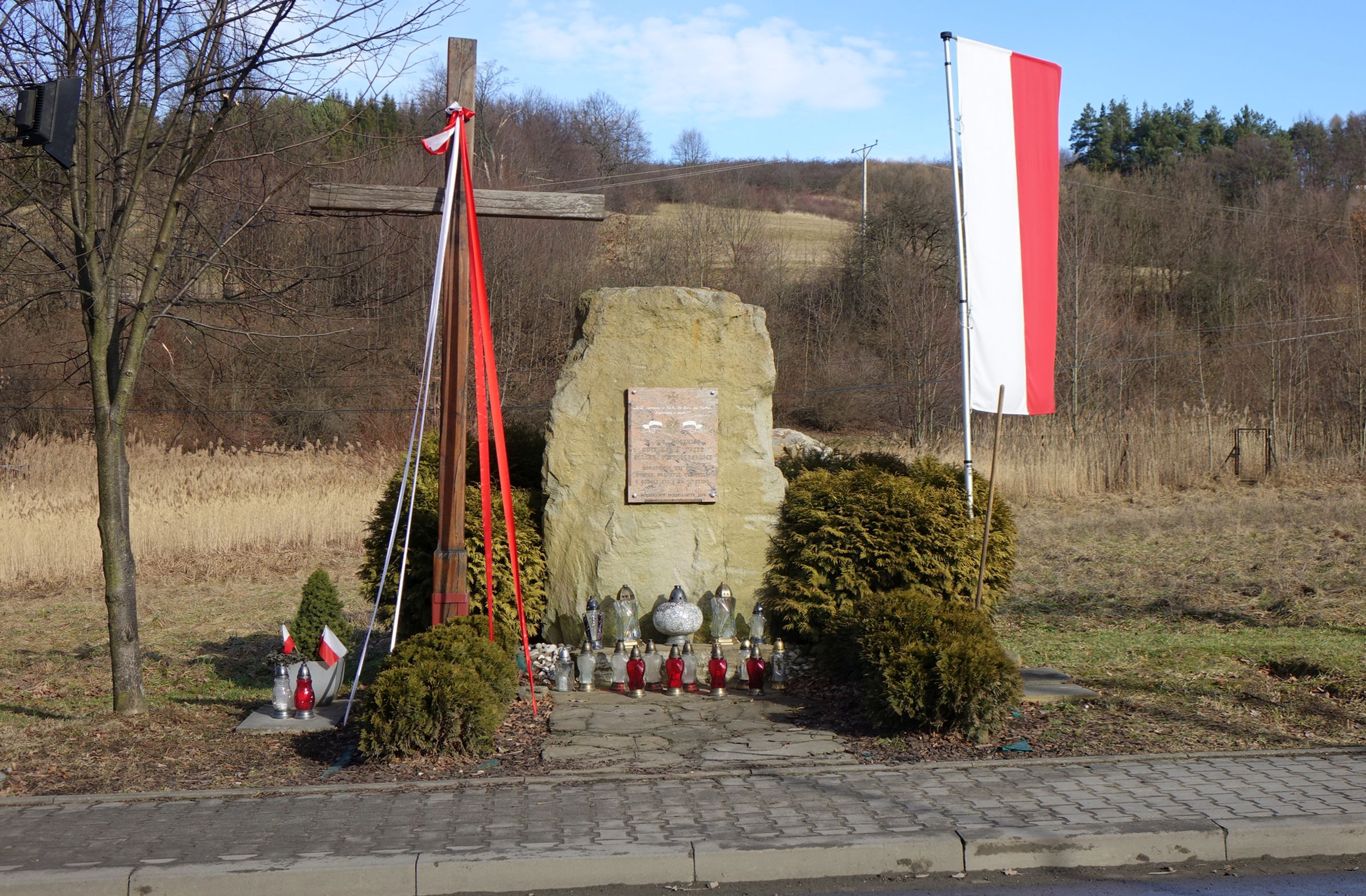
Pomnik
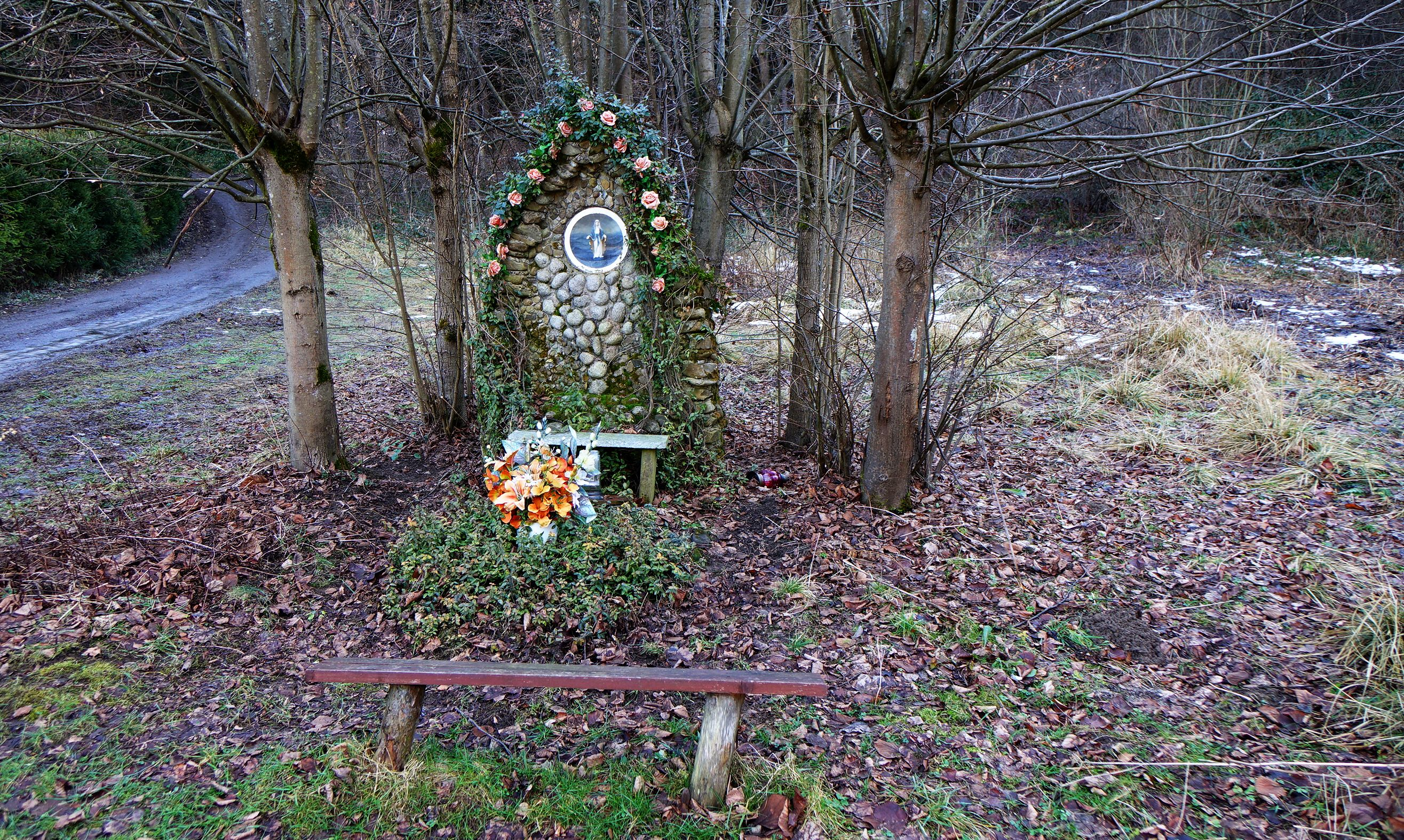
Figurka w dolinie Tarnawki

## Historia
Pierwsze wzmianki o wsi Szyk pochodzą z pierwszej połowy XIII w. Miejscowość stanowiła wtedy własność rycerską. Zdaniem językoznawców nazwa wsi pochodzi od określeń formacji wojskowych z czasów średniowiecza. Pod koniec XIV w. Szyk należał do Mikołaja Mitoty z Chodynic i Dąbrowicy (herbu Pilawa).
Powstanie parafii w Szyku datuje się na lata 1358–1373 z fundacji rycerskiego rodu Lasockich, właścicieli dóbr ziemskich w Szyku i Lasocicach. Wzmianka w dokumencie z 1492, wspominająca budowę kościoła w Szyku w 1209 r. uznawana jest przez historyków za pomyłkę. W poł. XVI w. działał tu zbór braci polskich, wieś była jednym z ich głównych ośrodków na limanowszczyźnie.
W 1595 roku wieś położona w powiecie szczyrzyckim województwa krakowskiego była własnością kasztelana małogoskiego Sebastiana Lubomirskiego.

## Zabytki
Obiekt wpisany do rejestru zabytków nieruchomych województwa małopolskiego.
- Kościół parafialny pw. św. Barbary i Stanisława Biskupa z wyposażeniem, otoczenie, mur z bramkami, drzewostan.

## Turystyka
Najcenniejszym obiektem we wsi jest zabytkowy drewniany, kryty gontem kościół pw. św. Barbary i św. Stanisława Biskupa, pochodzący prawdopodobnie z pierwszej połowy XVII w. Wewnątrz podziwiać można datowany na lata 1520–1530, namalowany na deskach lipowych obraz Matka Boża z Dzieciątkiem, który zajmuje dość ważne miejsce w kręgu zabytków małopolskiego malarstwa gotycko-renesansowego. Kościół znajduje się na Małopolskim Szlaku Architektury Drewnianej.
W Szyku znajduje się również pracownia rzeźbiarska Elżbiety i Piotra Zbrożków. Artyści – absolwenci Wydziału Rzeźby krakowskiej Akademii Sztuk Pięknych – w swojej twórczości stosują, oprócz tradycyjnych materiałów, unikatowe techniki własne wykorzystując słomę, papier czy łyko.
Na wschodnim zboczu doliny Tarnawki znajduje się ostaniec zwany Diabelskim Kamieniem.

## Religia
Parafia św. Stanisława Biskupa Męczennika i św. Barbary Męczennicy w Szyku.
Od końca XVI wieku działała w Szyku szkoła parafialna.